# Кременчугский уезд
Кременчу́гский уе́зд — административная единица разных губерний Российской империи с 1776 по 1917 гг. (с 1776 по 1796 гг. в Новороссийской губернии и Екатеринославском наместничестве, с 1796 по 1802 гг. в Черниговской губернии, с 1802 г. — в Полтавской губернии). Уездный город — Кременчуг.

## Географическое положение
Уезд занимал юго-западную часть губернии и граничил с Золотоношским уездом на западе, Кобелякским уездом на востоке, Хорольским уездом на севере и с Киевской, Херсонской и Екатеринославской губерниями на юге.

### Современное положение
В данный момент[когда?] бо́льшая часть территории уезда входит в состав Кременчугского района Полтавской области Украины.

## История

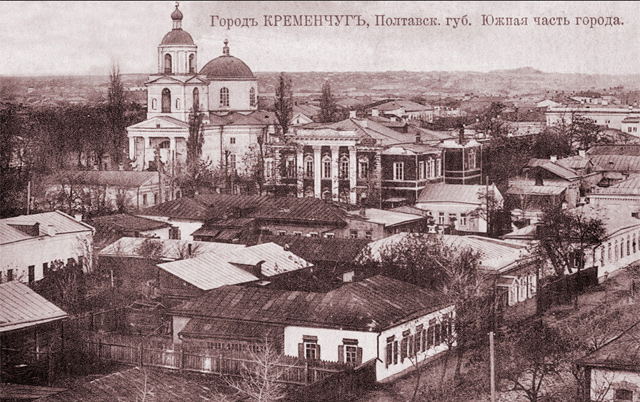
Кременчуг. Южная часть города. Нач. XX века

Кременчуг упоминается как жилое место (город) только в XVII веке при наделении магдебургским правом в 1635 году, находясь у одного из бродов, по которому татары переходили на правую сторону Днепра. После Зборовского договора 1649 г. является сотенным местечком Чигиринского полка Речи Посполитой, а после Переяславской рады 1654 г., закреплённой Андрусовским договором 1667 г. отходит к Миргородскому полку в составе России.
В 1764 году пограничный город Кременчуг из Миргородского полка включён в Днепровский пикинёрный полк в составе новообразованной Новороссийской губернии, став её центром. В 1776 году, выйдя из состава полка, стал центром нового уезда. С 1783 по 1789 гг. в составе Екатеринославского наместничества в качестве центра. В 1789 году Кременчуг лишён статуса центра, причислен к Градижскому уезду Екатеринославского наместничества. С 1796 по 1802 год — в составе Малороссийской губернии. С 1802 года Кременчугский уезд находился в составе Полтавской губернии.

## Население
Этнический состав уезда в 1897 году:
| Этнос       | Количество, чел. | Доля, % |
| ----------- | ---------------- | ------- |
| Малороссы   | 196 636          | 80,29   |
| Евреи       | 32 122           | 13,12   |
| Великороссы | 13 591           | 5,55    |
| Поляки      | 1 169            | 0,48    |
| Немцы       | 504              | 0,21    |
| Белорусы    | 342              | 0,14    |
| Татары      | 266              | 0,11    |
| ВСЕГО       | 244 894          | 100,00  |

## Административное деление
В 1913 году в состав уезда входило 19 волостей:
| - Глобинская — м. Глобино, - Горбовская — с. Горбы, - Градижская — г. Градижск, - Келебердянская — м. Келеберда, - Кобелячковская — с. Кобелячек, - Кохновская — д. Песчаное, - Крынковская — с. Большие-Крынки, - Крюковская — п. Крюков, - Манжелеевская — с. Манжелея, - Мозолеевская — с. Мозолеевка | - Недогарская — с. Недогарки, - Омельникская — м. Омельник, - Песковская — с. Пески, - Пироговская — д. Пироги, - Погребянская — д. Погребы, - Потокская — м. Потоки, - Пустовойтовская — м. Пустовойтово, - Святиловская — с. Святиловка, - Солоницкая — д. Солоница, |

## Экономика
Одним из главных занятий жителей было земледелие. По сведениям за 1893 год, в уезде было:
- усадебных земель — 19596 десятин,
- под садами, огородами и прочими — 13398 десятин,
- пахотных земель — 207218 десятин,
- под лугами и сенокосами — 59101 десятин,
- лесных земель — 8164 десятин,
- неудобья — 15542 десятин.

Занимающихся разными промыслами в уезде, по переписи 1885 года, было 3410 мужчин и 557 женщин. Более всего было портных и сапожников — 1023 человек, обработкой волокнистых веществ занимались 783 человека (ткани и прочее), обработкой дерева (бондари, колесники и прочие) 321 человек. Многие уходили на отхожие промыслы, преимущественно в Таврическую губернию. В городе Градижске существовал кожевенный промысел (49 хозяев-кустарей). Всех фабрик и заводов в уезде (без учёта Кременчуга) насчитывалось 31, с оборотом 131445 рублей: из них: кирпичных заводов 14, маслобоен 12, по 1 заводу механическому, лесопильному, винокуренному, воско-свечному и свечно-сальному.